# Patmos
Patmos (griechisch Πάτμος (f. sg.)) ist eine griechische Insel, die geografisch zu den Südlichen Sporaden und politisch zur Inselgruppe des Dodekanes in der Ost-Ägäis gehört. Zusammen mit einigen unbewohnten Inselchen bildet sie eine Gemeinde (griechisch δήμος dimos) in der Region Südliche Ägäis. Die Insel ist 34,14 km² groß und eher hügelig als bergig, die höchste Erhebung erreicht 269 m. Der Bewuchs ist sehr spärlich, es gibt kaum Bäume, nur die typische Phrygana bedeckt das Land. Patmos hat etwa 3047 Einwohner (2011), die gesamte Gemeinde eine Fläche von 45,031 km², da sie aus mehreren Inseln besteht.
Trotz ihrer geringen Größe gehört Patmos zu den bedeutenderen Inseln der Ägäis: Als mutmaßlicher Schöpfungsort der Offenbarung des Johannes ist sie Standort eines der wichtigsten Klöster der griechisch-orthodoxen Kirche und ist über mehrere hochfrequentierte Fährlinien mit dem Rest Griechenlands verbunden. Patmos gilt als ‚Heilige Insel‘ und ist alljährlich Ziel mehrerer großer Wallfahrten orthodoxer gläubiger Christen, beispielsweise an Ostern. Durch diesen regen Besucherstrom wurden auch früh die Fährverbindungen ausgebaut, und so konnte Patmos trotz des fehlenden Flughafens an der touristischen Erschließung der griechischen Inselwelt teilhaben, ohne die Auswüchse eines forcierten Massentourismus erleben zu müssen.

## Ortschaften

### Skala
In einer lang gestreckten Bucht als idealem Naturhafen liegt die Hafenstadt der Insel, hier konzentrieren sich die touristischen Unterkünfte und Gewerbebetriebe. In der älteren Bausubstanz an der Hafenfront finden sich venezianische Elemente. Aufgrund der hohen Frequenz an- und ablegender Fährschiffe umgibt ein betriebsames Flair den Ort. Während der italienischen Besatzung der Insel wurde Skala Standort von Post, Zollamt und der Militärverwaltung. Durch diese wirtschaftlichen und politischen Faktoren wurde der Ort – ehemals nur Treppe (Σκάλα) zum Kloster – zum weltlichen Hauptort der Insel.

### Chora
Der Inselhauptort entstand im 12. Jahrhundert rund um das Johannes-Kloster herum. Die verwinkelten Gassen und Häuser vermitteln eher kykladische als Dodekanes-Atmosphäre.

### Petra und Grikos
Im Süden von Patmos erstreckt sich eine Bucht, die von einer vorgelagerten kleineren Insel geschützt wird. Innerhalb dieser Bucht erhebt sich der etwa 20 m hohe „Fels von Kalikatsou“, der in der Frühantike höchstwahrscheinlich als Zeremonienstätte, später von Piraten genutzt wurde. Der Fels ist rundum mit eingehauenen Treppen und Hohlräumen übersät. Auf dem Gipfel befindet sich eine Zisterne, die heute noch funktioniert. In diese Bucht mündet ein Tal, das noch die ursprüngliche Vegetation und einen ganzjährig wasserführenden Bach beherbergt. Dessen Quelle ist von einer winzigen Kapelle eingefasst, in der laut Überlieferung die ersten Menschen getauft worden sein sollen, die sich seither Christen nannten. Die Kapelle liegt auf halbem Weg an der Straße zwischen Grikos und Chora.
Die vorgelagerte Ortschaft Grikos ist eine Siedlung, die erst seit der Griechischen Militärdiktatur rund um das Hotel Xenia entstand und schwerpunktmäßig dem Tourismus zugewandt ist. Das Hotel Xenia selbst stand wegen ungeklärten Eigentumsverhältnissen jahrelang leer und war Verfall und Vandalismus preisgegeben. Das Hotel wurde umgebaut, erweitert und 2010 als luxussaniertes 5-Sterne-Hotel wieder eröffnet.

## Johanneskloster
Das dem Heiligen Johannes gewidmete Kloster des Heiligen Johannes des Theologen wurde 1088 von einem Mönch, dem Seligen Christodulos, mit Unterstützung des byzantinischen Kaisers Alexios I. auf den Ruinen eines antiken Artemis-Tempels gegründet. Mit seinen burgähnlichen Mauern beherrscht es bis heute das Erscheinungsbild von Chora und der Insel. Das Johanneskloster mit seiner bedeutenden Bibliothek wird seit 1999 als Weltkulturerbe der UNESCO geführt.
Patmos war in römischer Zeit ein Verbannungsort, der Autor der biblischen Offenbarung des Johannes hat nach eigenen Angaben (Offb 1,9 ) hier in der Verbannung seine Apokalypse niedergeschrieben. Patmos ist in der Offenbarung ausdrücklich als Ort seiner Visionen benannt. Die Johannesgrotte ist eines der wichtigsten Heiligtümer der Orthodoxie. Sie ist nahe der Straße von Skala nach Chora zu besichtigen.

## Tourismus und Verkehr
Patmos hat trotz seiner geringen Größe ein ausgeprägtes Straßennetz in weitgehend gutem Ausbauzustand, das zu fast allen der zahlreichen Strandbuchten und Sehenswürdigkeiten bis auf wenige Meter führt. Es gibt viele Auto- und Motorrollervermietungen, Buslinien und Taxis. Seit die Insel zum staatlichen Heiligtum erklärt wurde, besteht ein erschwertes Baugenehmigungsverfahren; daher hält sich die Zahl der Touristen, die auf der Insel beherbergt werden können, in Grenzen. Dieses ist von der Verwaltung bewusst so gesteuert, damit kein „Ballermann-Tourismus“ aufkommt. Die meisten Strände sind praktisch unbebaut und haben nicht selten nur ein einziges Restaurant zu bieten. Es gibt jedoch große Mengen an Tagesbesuchern und Pilgern. Hauptsaison ist von Mai bis Oktober.
Sandstrände sind nur an der Süd- und Ostseite anzutreffen. Die südliche Küste und das Meer, das Patmos im Süden umgibt, einschließlich einiger Felsinseln und der östlich gelegenen, kleinen Insel Chilomodi sind unter dem Namen Thalassia Periochi Notias Patmou als Natura 2000 Schutzgebiet ausgewiesen. Im Norden – insbesondere bei Lampis Bay – bestehen die Strände aus faszinierenden bunten Steinen bis Walnußgröße. Die Westseite besteht hauptsächlich aus schroffer Steilküste.
Patmos ist ausschließlich per Schiff erreichbar. Es gibt jedoch einen Hubschrauberlandeplatz für das Militär und Notfälle. Die nächsten von Deutschland saisonabhängig angeflogenen Flughäfen sind auf den Inseln Samos und Kos. Vom Hafen von Kos gibt es regelmäßige Fährverbindungen nach Patmos, die zwischen zwei (Katamaran) und vier Stunden (Autofähre) dauern.

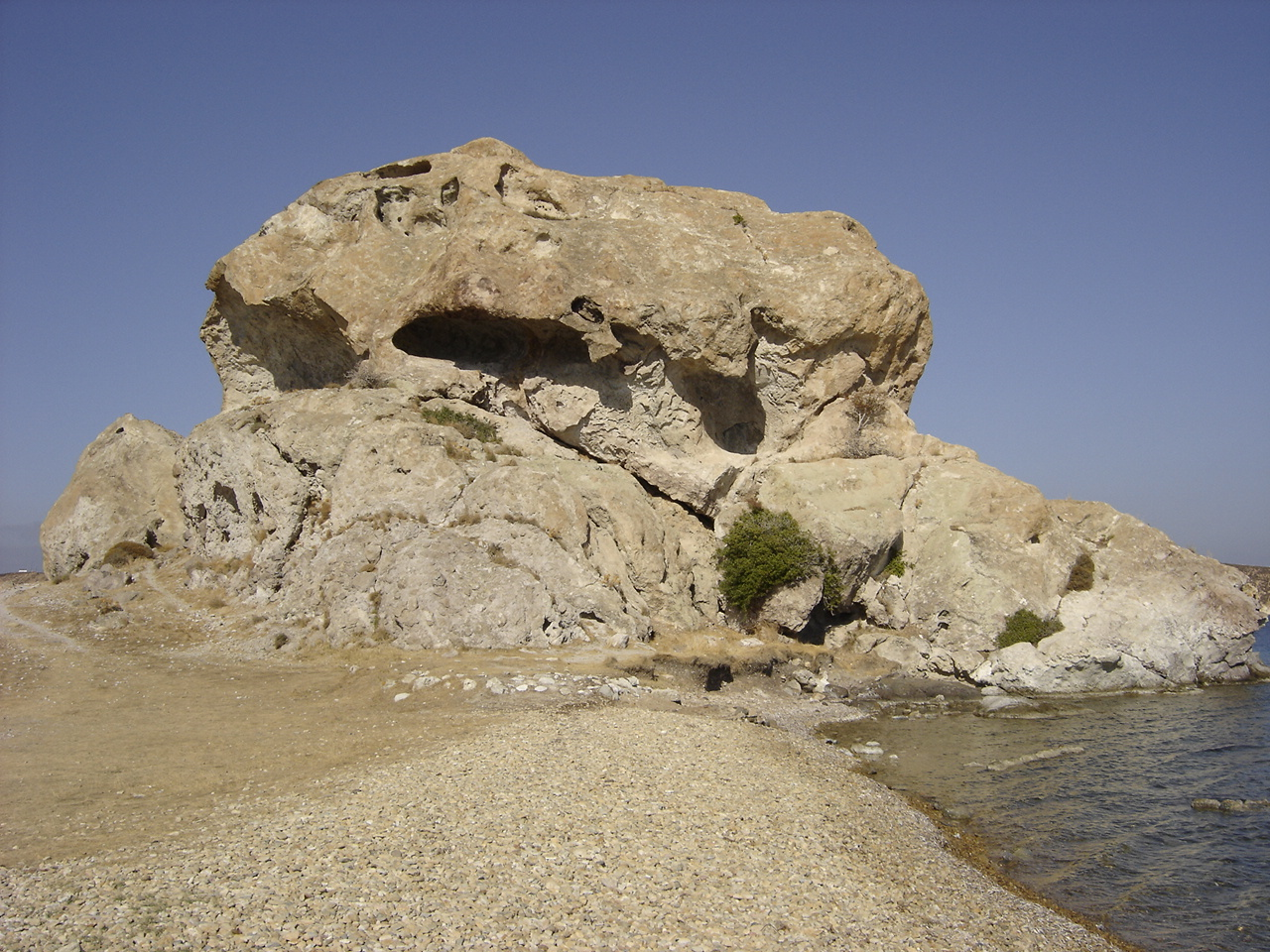
Der „Fels von Kalikatsou“ in der Bucht von Grikos.
Aufgang zum Kloster Agios Ioannis.
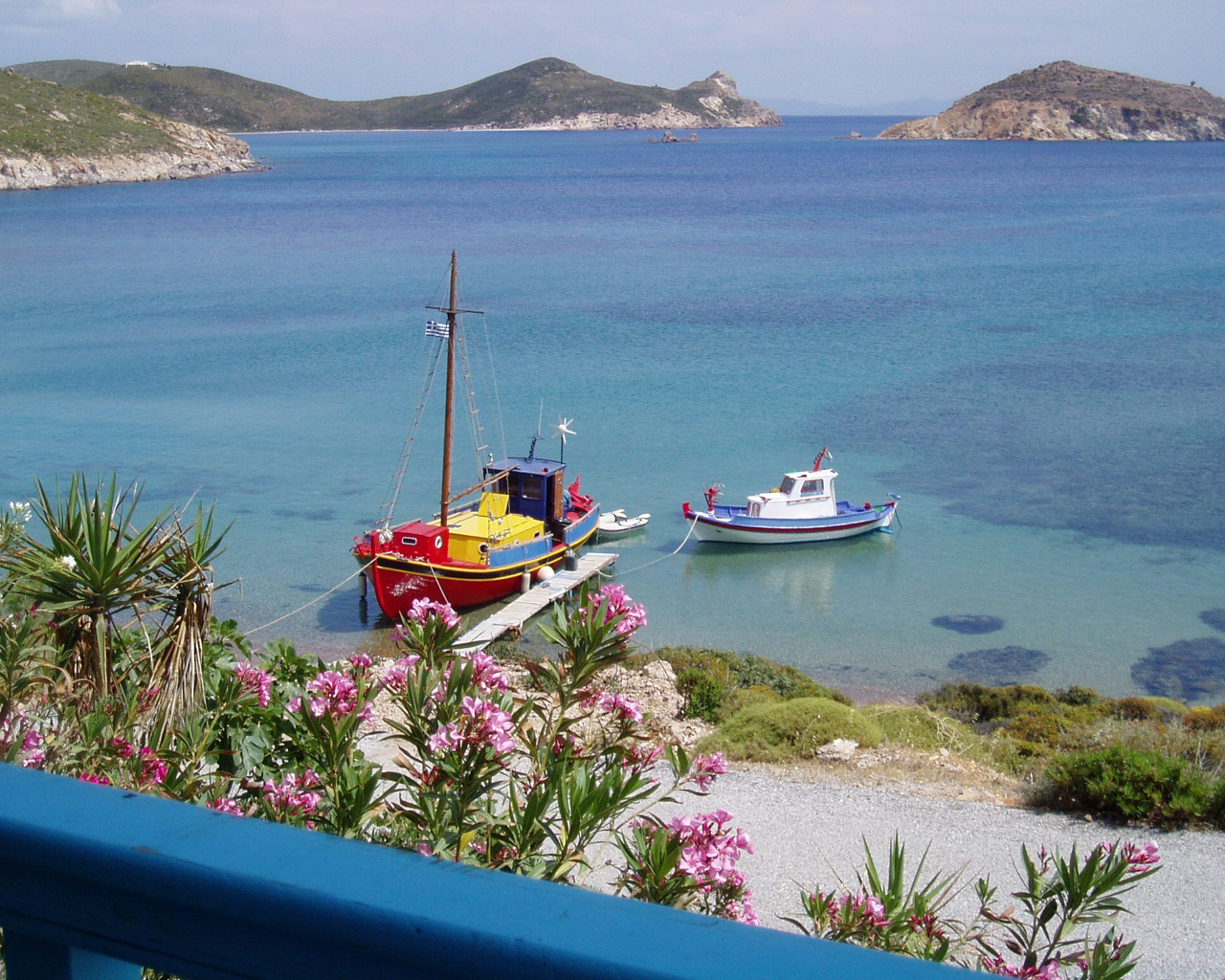
Der Strand bei Livadi Geranou auf Patmos, von der Terrasse des einzigen Restaurants vor Ort aus gesehen. Am Horizont ist die Nachbarinsel Lipsi erkennbar.